# Problepsis aphylacta
Problepsis aphylacta är en fjärilsart som beskrevs av Louis Beethoven Prout 1938. Problepsis aphylacta ingår i släktet Problepsis och familjen mätare. Inga underarter finns listade i Catalogue of Life.